# Sylvain Curinier
Sylvain Curinier (Lons-le-Saunier, 15 de marzo de 1969) es un deportista francés que compitió en piragüismo en la modalidad de eslalon.
Participó en los Juegos Olímpicos de Barcelona 1992, obteniendo una medalla de plata en la prueba de K1 individual. Ganó una medalla de plata en el Campeonato Mundial de Piragüismo en Eslalon de 2003, en la prueba de K1 por equipos.

## Palmarés internacional
| Juegos Olímpicos   | Juegos Olímpicos   | Juegos Olímpicos | Juegos Olímpicos |
| Año                | Lugar              | Medalla          | Competición      |
| ------------------ | ------------------ | ---------------- | ---------------- |
| 1992               | Barcelona (España) | Medalla de plata | K1 individual    |
| Campeonato Mundial |                    |                  |                  |
| Año                | Lugar              | Medalla          | Competición      |
| 1993               | Mezzana (Italia)   | Medalla de plata | K1 por equipos   |